# هندریکسون ۲۰۳۱۷
سیارک ۲۰۳۱۷ (به انگلیسی: 20317 Hendrickson، نامگذاری:1998FD144) بیست هزار و سیصد و هفدهمین سیارک کشف شده‌است که در ۲۹ مارس ۱۹۹۸ کشف شد.
قدر مطلق سیارک برابر ۸.۵ است.